# Pentasaurus
Pentasaurus is een geslacht van uitgestorven synapsiden, behorend tot de Dicynodontia. Dit dier leefde tijdens het Laat-Trias in zuidelijk Afrika.

## Fossiele vondst
Fossiele vondsten van Pentasaurus zijn afkomstig uit de Elliot-formatie van de Stormberggroep in Zuid-Afrika, onderdeel van de Karoosupergroep. In 1876 zond de fossielenjager Alfred Brown verschillende vondsten naar het Naturhistorisches Museum Wien, afkomstig uit Barnard's Spruit in Oostkaap. Deze fossielen raakten echter in de vergetelheid, totdat deze in de eenentwintigste eeuw opnieuw bestudeerd werden. Onderdeel van de zending van Brown waren resten van een onbekende dicynodont. Op basis van het holotype, een gedeeltelijke onderkaak, en aanvullend materiaal bestaande uit delen van de poten, schouders, bekken en wervelkolom werd Pentasaurus beschreven. De Stormberggroep is de enige locatie waren fossielen van zowel dicynodonten als hun vermeende concurrenten, de Sauropodomorpha in de vorm van Eucnemesaurus, zijn gevonden.

## Verwantschap
Pentasaurus behoort tot onderfamilie Placeriinae van de familie Stahleckeriidae. Het dier is nauw verwant aan Lisowicia uit Europa en de Noord-Amerikaanse Placerias. 